# Франц Легар
Франц Лега́р (також Ференц Легар, нім. Franz Lehár, угор. Lehár Ferenc [ˈlɛhaːr ˈfɛrɛnt͡s]; 30 квітня 1870 — 24 жовтня 1948) — австрійський композитор угорського походження, видатний майстер віденської оперети. Разом з Оскаром Штраусом, Імре Кальманом та Лео Фаллєм вважається фундатором так званої «срібної доби віденської оперети».

## Біографія
Народився 30 квітня 1870 року в австро-угорському містечку Комаром (нині Комарно в Словаччині) в сім'ї військового капельмейстера. Серед предків Легара були німці, угорці, словаки та італійці. Вже в п'ять років Легар знав ноти і блискуче імпровізував на фортепіано.
У 1882 році Легар вступив до Празької консерваторії, де вчився у А. Бенневіца (скрипка), Й. Б. Ферстера (гармонія) і А. Дворжака (композиція).
Якийсь час працював скрипалем-концертмейстером у театральному оркестрі Бармен-Ельберфельда, потім протягом 10 років був на службі в австро-угорській армії, ставши одним з найпопулярніших капельмейстерів військових оркестрів. У цей час вийшли перші твори Легара: п'єси для скрипки, пісні, марші, вальси (зокрема вальс «Золото і срібло», 1899) і опера «Зозуля» (поставлена в Лейпцигу в 1896).
Година Легара пробила, коли В. Леон, у той час найкращий віденський лібретист, запропонував композиторові написати музику на його лібрето («Лудильник»). Поставлена в 1902 році, ця оперета послужила добрим заділом на майбутнє. Через три роки Легар прославився на весь світ оперетою «Весела вдова» (нім. Die lustige Witwe) — твором, який завдяки своїй свіжості, винахідливості і пишності оркестрової партитури відкрив нову епоху в історії віденської оперети. У «Театрі ан дер Він» «Весела вдова» витримала 483 вистави; за деякими даними число спектаклів у всьому світі досягало 60 000 за перші 50 років сценічного життя твору. За три десятиліття після «Веселої вдови» Легар створив 19 оперет, зокрема «Граф Люксембург» (нім. Der Graf von Luxemburg, 1909), «Циганська любов» (нім. Zigeuner Liebe, 1910), «Єва» (1911), «Там, де співає жайворонок» (нім. Wo die Lerche singt, 1918) і «Фраскіта» (нім. Frasquita, 1922; чудова серенада з цієї оперети здобула широку популярність в обробці Ф. Крейслера). Легару було вже за п'ятдесят, коли почалася його співпраця з Р. Таубером, найкращим тенором Німеччини. В результаті з'явилися такі вдалі оперети як «Паганіні» (1925), «Царевич» (1927), «Фрідеріка» (1928), «Країна усмішок» (Das Land des Lächelns, 1929), «Який прекрасний світ!» (нім. Schön ist die Welt, 1931) і, нарешті, останній опус Легара — «Джудітта», поставлений в 1934 у Віденській опері. З чотирьох майстрів пізньої віденської оперети (разом з О. Штраусом, Л. Фалем і І. Кальманом) Легар був найяскравішим: його мелодійне дарування справді невичерпне, ритмічна і гармонійна мова відзначається різноманітністю, а оркестрове письмо — ефектністю. Окрім віденського і угорського колориту Легар використовує паризькі, російські, іспанські, польські і навіть китайські елементи. Хоча його критикували за підміну справжньої музичної комедії мелодрамою, тобто відходом від традицій основоположників жанру Ж. Оффенбаха і Й. Штрауса, не викликає сумнівів, що саме творчість Легара принесла віденській опереті широке міжнародне визнання.

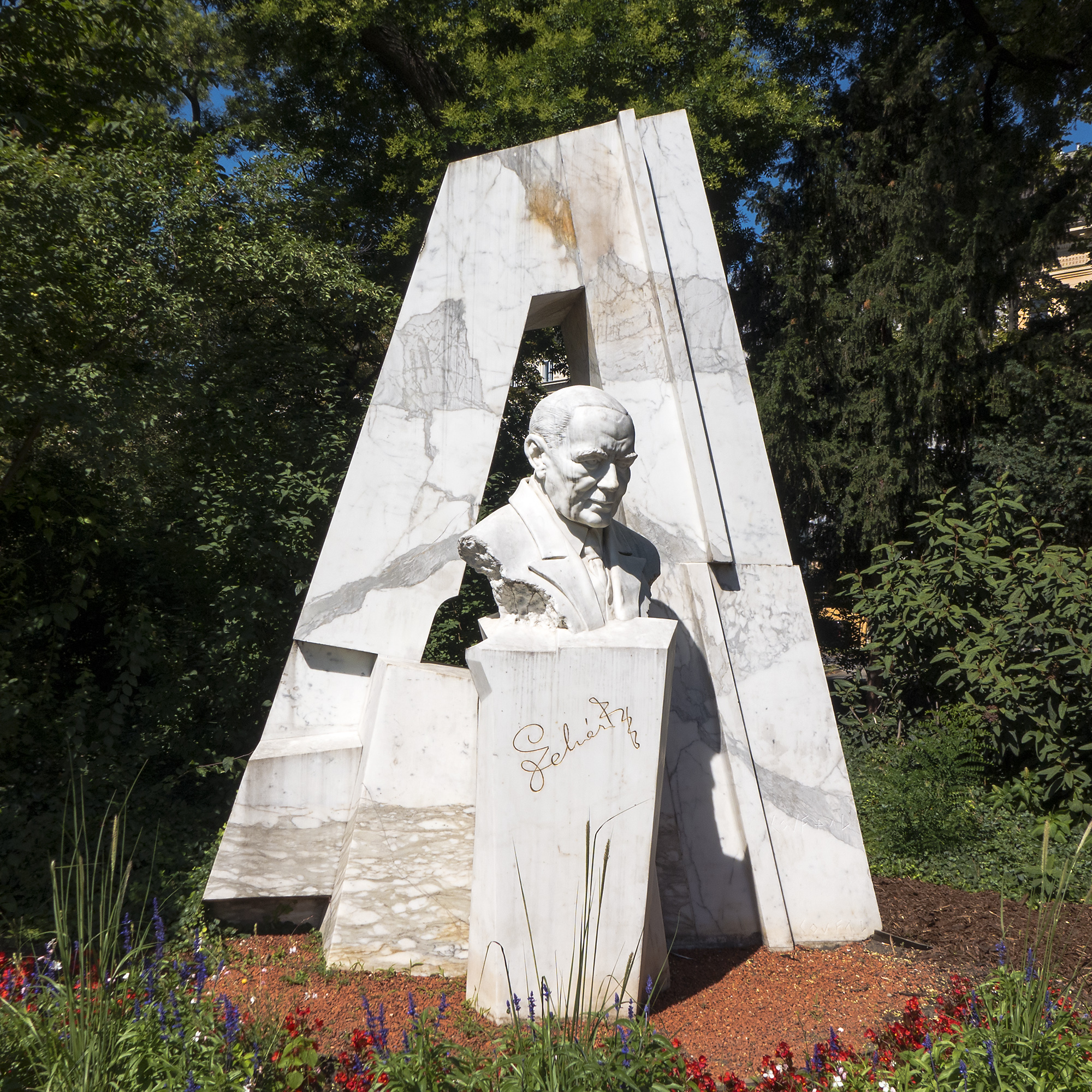
Пам'ятник Францу Легару у Віденському міському парку

Роки Другої світової війни Легар провів в Австрії, потім переїхав до Швейцарії (1946). Через два роки він повернувся в свій австрійський будинок в Бад-Ішлі. Помер Легар в Бад-Ішлі 24 жовтня 1948.